# بالينكو دي سان باسيليو
بالينكو دي سان باسيليو أو سان باسيليو دي بالينكو (بالإسبانية: San Basilio de Palenque)؛ مستعمرة اسبانيه تقع في قارة أمريكا الوسطى وهي قطعه من كولومبيا في الوقت الحاضر. تم تأسيسها في القرن الخامس عشر وتكونت من النسيج الافريقي أو العبيد الذين تم استقدامهم من خلال التاج البريطاني لتعمير واستصلاح الأراضي في مستعمراتهم الجديده في القاره الجديدة آنذاك (أمريكا الجنوبية) وحيث جاء التكوين نتيجه لهروب العبيد الافارقة من سوء وقسوه المعاملة إلي غابات الكاريبي ولتجنب القتل والتعذيب من قوات التاج الأسباني توافد عشرات ومئات العبيد إلي تلك الغابات لاحتماء بها وبسبب كثافة الغابات فشل الجنود الاسبان باللحاق بهم وبعد مجموعة من المحاولات الفاشلة من الاسبان لارجاع العبيد تم تركهم لان أضرار البحث واستعادة العبيد فاقت أكثر تكلفة من استقدام عبيد جدد من أفريقيا وكانت أول منطقه حره في الامريكيتين وكان قائدها الرئيسي "بينكوس بايوها" المولود في غينيا وأعلنت منظمه اليونسكو عام 2005 أن المنطقه تحفه من التراث الشفهي وغير المادي للبشرية.
1. ↑  مذكور في: يونسكو.